# Mesosetum penicillatum
Mesosetum penicillatum är en gräsart som beskrevs av Carl Christian Mez. Mesosetum penicillatum ingår i släktet Mesosetum och familjen gräs. Inga underarter finns listade i Catalogue of Life.